# Horst Rieck
Horst Rieck (* 1941 in Berlin) ist ein deutscher Journalist.

## Leben
Seit den späten 1960er Jahren schrieb Rieck unter anderem für Spiegel, stern, Die Zeit und Quick.
Erstmals in die Schlagzeilen geriet er im Februar 1970, als er in seiner Wohnung in West-Berlin von Mitgliedern der Clique um Michael „Bommi“ Baumann überfallen und zusammengeschlagen wurde. Die Clique, die zu den militanten Ausläufern der Studentenbewegung gehörte, hatte fälschlicherweise behauptet, eine kurz vorher in der Quick erschienene Reportage, in der ihre Brand- und Bombenanschläge scharf verurteilt wurden, sei von Rieck verfasst worden. An dem Überfall waren außer Baumann selbst noch Thomas Weisbecker, Georg von Rauch, Hans Peter Knoll und Annekatrin Bruhn beteiligt.
Bei Recherchen zum Thema Drogenszene und Beschaffungsprostitution beobachtete Horst Rieck am 8. Februar 1978 am Amtsgericht Moabit in Berlin einen Prozess gegen einen Geschäftsmann, der jugendliche Prostituierte für sexuelle Dienstleistungen mit Heroin bezahlt hatte. Dabei bat er eine der Zeuginnen, die damals 15-jährige Christiane Felscherinow, um ein Interview. Rieck erkannte, dass die Aussagen des jungen Mädchens Stoff für eine größere Veröffentlichung boten. Aus dem ursprünglich für das Interview geplanten Nachmittag wurden zwei Monate, in denen sich Rieck und sein von ihm hinzugezogener Kollege Kai Hermann fast täglich aus der Lebensgeschichte der jungen Christiane berichten ließen. Die von Rieck und Hermann niedergeschriebenen Tonbandprotokolle erschienen nach einem teilweisen Vorabdruck im stern im Herbst 1978 als Buch unter dem Titel Wir Kinder vom Bahnhof Zoo. Dieses wurde in den Jahren 1980 und 1981 zum meistverkauften Buch in der Bundesrepublik Deutschland, in 15 Sprachen übersetzt und weltweit in mehr als drei Millionen Exemplaren verkauft. In zahlreichen deutschen Schulen ist Wir Kinder vom Bahnhof Zoo Pflichtlektüre. Bei der 1980/81 entstandenen Verfilmung des Buchs unter dem Titel Christiane F. – Wir Kinder vom Bahnhof Zoo von Uli Edel (Regie) und Herman Weigel (Drehbuch) übten Horst Rieck, Kai Hermann und Christiane Felscherinow gewisse Mitspracherechte aus.
Horst Rieck lebt als freier Journalist in Berlin. Schwerpunkte seiner Arbeit sind politische und soziale Themen.

## Herausgeberschaft
- Christiane F.: Wir Kinder vom Bahnhof Zoo. Nach Tonbandprotokollen aufgeschrieben von Kai Hermann und Horst Rieck. 1. Auflage. Gruner und Jahr, Hamburg 1978, ISBN 3-570-02391-5, (aktuell in der 50. Auflage, Gruner & Jahr, Hamburg 2008, ISBN 3-570-02391-5 oder ISBN 978-3-570-02391-4).

Buchverfilmung
- 1980/81: Christiane F. – Wir Kinder vom Bahnhof Zoo (Regie: Uli Edel)

Theaterfassung
- Wir Kinder vom Bahnhof Zoo. Ein Stück von Peter Märthesheimer und Pea Fröhlich nach dem Bericht von Christiane F. (Aufführungsrechte Drei Masken Verlag)